# Apeadero de Mazagão
El Apeadero de Mazagão es una infraestructura ferroviaria del Ramal de Braga, que sirve a Mazagão, en el ayuntamiento de Braga, en Portugal.

## Características

### Servicios
En diciembre de 2012, esta plataforma era utilizada por servicios urbanos, de la división de Urbanos de Porto de la empresa Comboios de Portugal.

## Historia
El Ramal de Braga fue inaugurado el 21 de mayo de 1875.